# 香格里拉·開拓異境～糞作獵手挑戰神作～
《香格里拉·開拓異境～糞作獵手挑戰神作》，略稱，是日本作家硬梨菜所著的網絡小說，2017年5月19日起於成為小說家吧上連載。截至2021年8月，網絡小說累積閱覽次數逾4億次。本作尚未出版實體版小說。
由不二涼介改編漫畫於週刊少年Magazine2020年第33號開始連載。截至2022年7月，漫畫單行本累積發行超過250萬本。
2022年7月7日宣佈改編為電視動畫，以及將會推出電子遊戲。電視動畫第一季於2023年10月至2024年3月播出。電視動畫第二季於2024年10月至2025年3月播出。2025年3月30日，宣佈第三季製作決定。

## 登場角色

### 〈香格里拉·開拓異境〉玩家

#### 【旅狼】
由桑樂、亞瑟、鰹魚三人創立的公會。
桑樂／陽務樂郎（聲：內田雄馬（日本）；鍾見麟（香港））
職業：傭兵（二刀流），等級：1→2(打倒哥布林)→4(打倒致命兔)→14(打倒貪食大蛇)→18(遭遇到夜襲的路卡翁)→28(被夜襲的路卡翁打倒後)→53(進行守墓的衛札艾蒙的任務前)→78(打倒守墓的衛札艾蒙後)→99(打倒金晶獨蠍後)
本作核心男主角，在現實世界裡的身份是學生。酷愛糞作遊戲，還有著用自己遊玩過後的判斷來分級排放的糞作收藏架。擁有各種不合理的糞作鍛鍊出來的頂尖遊戲技術與耐心，以及迅速找出、利用遊戲特性的方式，常被正常玩家視為邪門歪道的攻略手段與冷靜頭腦。話雖如此，在遊戲中依舊堅持著用正面突破手段破解高難度關卡與敵人。本身是屬於「比起選擇防具不如先選武器」的玩家。
不管玩什麼遊戲，角色名稱一律都會命名「桑樂」（取自本名中的「陽」、「樂」兩字，並用陽=太陽的想法，用英文SUN的讀音替換掉「陽」字）。
在遊戲店員岩卷真奈的介紹下，開始玩被稱為神作遊戲的《香格里拉·開拓異境》。在遊戲裏的角色為敏捷與幸運點數高，將身上全數裝備換成金錢且面具為藍色鳥頭的男性流浪者。在衝等級時意外遭遇七大最強種之一「夜襲的路卡翁」並戰鬥許久，最終不敵且被加上「路卡翁的刻印」詛咒，因此觸發未被外人所知的拉比茲國獨特任務──被首領霸伊斯亞修接見與體驗當地文化的導覽。中途與愛姆露一起來到新城市薩德雷瑪的門口時被亞瑟·潘希魯貢率領的公會成員攔截，然後在賽卡-0的掩護下進城儲存後回到拉比茲，去挑戰十隻魔物的競技場並獲得「拉比茲榮譽國民」稱號。後來在進行《守墓的衛札艾蒙》任務、成功推進世界劇情後與追加鰹魚、亞瑟·潘希魯貢一起成立「旅狼」公會。
全球遊戲大會（GGC）時暱稱為“No Face”。
賽卡-0／齋賀玲（聲：和氣杏未（日本）；楊婉潼（香港））
職業：聖騎士，等級：99
陽務樂郎的同年級女同學，暗戀樂郎。比樂郎早開始玩《香格里拉·開拓異境》，玩這款遊戲為了找尋樂郎。有告訴樂郎玩遊戲卻沒有告訴他角色名，在遊戲裏的角色是個穿上鎧甲、體形巨大的人，隸屬「黑狼」公會。擁有遊戲裏最高攻擊力的招式，創下一擊打出系統上限傷害的紀錄，因此有稱號「最大火力」。之後退出「黑狼」加入「旅狼」，並向桑樂表明現實的真實身分和重整角色形象。
亞瑟·潘希魯貢／天音永遠（聲：日笠陽子（日本）；陳雪瑩（香港））
職業：魔槍使，等級：99→59(因用“洗淨”的方式，把討伐《守墓的衛札艾蒙》的戰利品獻給代價的天平，之後要拿回而付出降等的代價)
PK公會「阿修羅會」的第二把交椅，稱號「廢人獵手」。在桑樂玩《香格里拉·開拓異境》之前已認識桑樂和追加鰹魚。後來退出阿修羅會，建立「旅狼」而成為會長，遊戲技術不及兩人，以策略補足見長。現實生活是女模特兒。
全球遊戲大會（GGC）時暱稱為“No Name”。
追加鰹魚／魚臣慧（聲：小市真琴（日本）；顧詠雪（香港））
職業：修行僧（拳氣使），等級：50→20(因服用魔魂藥丸而降等)→53
遊戲角色為女性，現實生活是男性。日本頂尖級別的格鬥遊戲職業玩家。在桑樂玩《香格里拉·開拓異境》之前已認識桑樂和潘希魯貢。
研究型玩家，會徹底研究遊戲機制。
全球遊戲大會（GGC）時暱稱為“K”。
秋津茜／隠岐紅音（聲：寺崎裕香（日本）；羅孔柔（香港））
職業：忍者，等級：43
角色外觀一個戴著狐狸面具的忍者少女，自稱桑樂的學妹。在「便祕」與桑樂認識，被天霸的齊古姆所詛咒，是第二位進入兔子宮殿的玩家。在與桑樂攻略「深淵的克塔尼德」的時候受到桑樂邀請加入「旅狼」。
露絲特／佐備夏蓮（聲：高橋李依（日本））
職業：魔弓使
女性角色外觀是深色皮膚和銀色短髮的弓箭手，桑樂在「Nephilim Hollow」認識的玩家，後續與桑樂攻略「深淵的克塔尼德」的時候受到桑樂邀請加入「旅狼」。和摩爾德在現實生活是青梅竹馬。
摩爾德／鹿尾野葉（聲：石川界人（日本））
職業：魔術師
男性角色外觀是個有著黑髮的高大英俊的男子，桑樂在「Nephilim Hollow」認識的玩家，後續與桑樂攻略「深淵的克塔尼德」的時候受到桑樂邀請加入「旅狼」。和露絲特在現實生活是青梅竹馬。
京極／龍宮院京極
職業：劍豪，等級：104
以「京都西東無敵」為傲，被齋賀玲稱為「關西無敵」的劍道少女。崇拜爺爺。在香開裡使用黑色長髮的女性角色，與齋賀家是遠親關係。前「阿修羅會」的一員，在聽聞「旅狼」與「黑狼」將展開戰爭時與鉛筆交涉加入「旅狼」。
在「旅狼」與「黑狼」戰後受桑樂推薦進入「幕末」遊玩。是目前所有玩家中，少數突破等級限制99的其中一位。

#### 【黑狼／黑劍】
是以攻略七大最強種之一「夜襲的路卡翁」為目的的公會。後來因某個玩家與賽卡-0再度遇到「夜襲的路卡翁」並打倒牠(實際是牠的分身)而觸發獨特劇情，想從他手中知道「夜襲的路卡翁」的招式並觸發獨特劇情而使公會內部分裂
賽卡-100／齋賀百（聲：花守由美里（日本）；羅婉楓（香港））
職業：劍聖。
齋賀玲的姐姐。「黑狼」公會的領導者。跟天音永遠是在學生時期認識的朋友。經全頻廣播知道桑樂等人打贏衛札艾蒙後，直接找潘希魯貢交涉並請求「旅狼」提供有關「夜襲的路卡翁」的情報。過沒多久得知桑樂與賽卡-0再度遇到「夜襲的路卡翁」並打倒牠(實際是牠的分身)而觸發獨特劇情，想跟桑樂與賽卡-0確認此情報是否屬實。但之後再經全頻廣播得知桑樂、賽卡-0與其餘三位玩家成功攻略「深淵的克塔尼德」更是氣炸(因為黑狼公會成立至今，七大最強種連一隻都沒攻略)。
爆肌炸藥
職業：重戰士。

#### 【SF-Zoo】
以魔物攝影為目的的動物狂熱者公會。
Animalia／嚴島真里亞（聲：千本木彩花（日本）；莫曉晴（香港））
職業：咒術師，等級：99
魔物攝影戰隊「SF-Zoo」的園長，魔物愛好者。因為了獲得關於致命兔「愛姆露」的情報，而與桑樂進行接觸，但去在中途遭到亞瑟·潘希魯貢與阿修羅成員的攪局，並在自己的詛咒魔法，被亞瑟·潘希魯貢的詛咒稻草人反彈回來後，轉而使出能同歸於盡的高等魔法。之後經全頻廣播知道桑樂等人打贏衛札艾蒙後，一直糾纏追加鰹魚、亞瑟·潘希魯貢兩人並想見桑樂(因為就能見到致命兔「愛姆露」)。
現實中有動物過敏體質，在香開中實現自己撫摸動物的夢想。

#### 【阿修羅會】
歐斯羅特／天音久遠（聲：山下誠一郎（日本）；李安邦（香港））
亞瑟·潘希魯貢的弟弟，「阿修羅會」領袖。
被潘希魯貢出賣被天婦羅騎士團、IN虎團、黑狼等其他公會圍攻其公會據點，眼看沒勝算而帶領其他剩餘隊員逃跑到衛札艾蒙所在地躲藏逃離其他公會的追擊。但到達目的地後發現有隊伍打獨特頭目而無法進入，才意識到是姊姊出賣自己的事實而憤怒不已。
經全頻廣播知道姊姊與隊友打贏衛札艾蒙的事實，依然憤怒不已，甚至被姊姊與隊友取笑，打算夥同其他隊員圍攻姊姊與隊友。不到50秒時間，歐斯羅特的隊伍敗於被救援好友機制招喚的賽卡-0。本人也被亞瑟·潘希魯貢給補刀擊殺。

#### 【圖書館】
專門考察香格里拉的世界設定為主的公會。
教授／燐堂報之介（聲：中田讓治（日本）；周鑫霆（香港））
「圖書館」團長，外表長得很可愛的美少女，但現實卻是位年約64歲的男玩家，是個大學教授。
在遊戲中的魔法少女外表是在「黑狼」公會的妻子幫忙量身打造，妻子在遊戲的外表是位粗曠的肌肉巨漢，ID名：「爆肌炸藥」，由教授幫忙弄好其外表。「圖書館」的其他成員經全頻廣播知道桑樂等人打贏衛札艾蒙後立刻通知他上線，而他直接去找桑樂並跟他交涉，之後在賽卡-100的邀請下與潘希魯貢的「旅狼」互相交換情報，也從潘希魯貢手中用1億瑪尼的價格買到世界的真理之書「守墓者篇」。之後再經全頻廣播得知桑樂、賽卡-0與其餘三位玩家成功攻略「深淵的克塔尼德」後，直接用大量傳書鳥向桑樂提問相關資訊。

### 〈香格里拉·開拓異境〉NPC

#### 兔之國拉比茲
愛姆露（聲：日高里菜（日本）；何璐怡（香港））
職業：魔術師，等級：56→72(成功攻略「夜襲的路卡翁」的分身後)
桑樂觸發獨特劇情「兔之國的招待」出現的致命兔型NPC，霸伊斯亞修的眾多兒女之一。一度有變成人形型態，但維持時間不長而變回原樣，若維持人形得要持續喝法力藥水。
霸伊斯亞修（聲：大塚明夫（日本）；黃志明（香港））
職業：神匠
桑樂觸發獨特劇情「兔之國的招待」出現的致命兔型NPC，也是愛姆露的爸爸。兔之國拉比茲的前國王。在兔之國共有26名NPC致命兔子嗣「致命兔AtoZ」。
擁有不符兔子印象的高大體格與極道般的威壓，性格豪爽，重視仁義，口頭禪「勿忘致命之魂」。劇情中數次給予桑樂莫大的幫助，包括實力提升、鍛造武器、劇情攻略提示等。其真實身份為七大最強種之一「不滅的霸伊斯亞修」。
比菈可（聲：富田美憂（日本）；羅杏芝（香港））
職業：鍛造師(名匠、古匠)，等級：98
霸伊斯亞修的眾多兒女之一，長女，愛姆露的姊姊，但口音帶有廣島腔，並繼承父親的鐵匠事業也持續鍛鍊其技藝。之後在桑樂的協助下成為研究、打造神代武器的古匠。
席克魯（聲：花江夏樹（日本））
職業：武士，等級：99
霸伊斯亞修的眾多兒女之一，次男，愛姆露的哥哥。在秋津茜觸發獨特劇情「兔之國的招待」出現的致命兔型NPC。穿著日本武士鎧甲。有著熱愛自由的一面。
愛露可（聲：安野希世乃（日本）；石梓晴（香港））
霸伊斯亞修的眾多兒女之一，愛姆露的三胞胎姊姊，在兔御殿經營特技剪定所，據桑樂所說她販售的技能書雖有打折但價目至少要上萬。
皮茲（聲：松田颯水（日本）；李明心（香港））
兔之國旅行商人，愛姆露的弟弟，口音帶有大阪腔，時常以人形型態(但維持時間也不長，若維持人形得要持續喝法力藥水)在世界各地交易和帶稀有道具販售。
埃菲爾
霸伊斯亞修的眾多兒女之一，愛姆露的姊姊，在兔御殿經營飾品店，口音帶有京都腔，喜歡口是心非的諷刺別人，但也不討厭愛花大錢的人。
愛德華
霸伊斯亞修的眾多兒女的長子，拉比茲的掌權者，為了對抗無盡的戈杜寧，目前正籌備著拉比茲防線。

#### 其他NPC角色
遙遠昔日的剎那（聲：瀨戶麻沙美（日本）；姜嘉蕾（香港））
知曉「守墓的衛札艾蒙」秘密的獨特NPC，本名天月剎那，生前是衛札艾蒙的妻子。陽樂一行打贏衛札艾蒙後才知道剎那不是本人而是殘留思念，並說明要尋找自己的根源以及探究世界的真實就要找到巴哈姆特。之後謝謝潘希魯貢陪自己度過一段美好時光後消逝。
亞蘭米司（聲：峯田大夢（日本）；陳灝瑋（香港））
貓妖精王國凱茲利亞的長靴銃士團副團長，等級：99。和比菈可有緣分，但比菈可吐槽並否定這關係。
其名字的原型是三劍客登場的阿拉密斯。
史蒂伍德（聲：金田晶（日本））
赤鯨海盜團現任領袖，自稱「大海盜史蒂伍德」，父親和其他部下對抗幽靈船「哭泣的印斯曼號」途中，父親以命換取他與其他部下的性命，父親就此身亡。史蒂伍德在費夫提夏找開拓者(玩家)委託擊退幽靈船的任務，獨特劇情「深淵的克塔尼德」的重要人物。
阿拉巴（聲：櫻井透（日本））
鯊魚外表的魚人族，攻略「深淵的克塔尼德」的同行魔法劍士。
慈愛的聖女伊麗絲特拉
是三神教的聖女，也是唯一能解除所有詛咒的特殊NPC。

#### 七大最強種
夜襲的路卡翁
七大最強種之一，為認定強度的玩家刻上「路卡翁的詛咒」，可由「慈愛的聖女伊麗絲特拉」解除詛咒。在大陸上的夜晚隨機出沒，然而這是牠的分身，本體尚未顯露於世。而桑樂是第一位被刻上「路卡翁的詛咒」的新手玩家。
在桑樂一行打敗路卡翁分身後，被路卡翁認定為敵人，並將桑樂身上「路卡翁的詛咒」進階變成「路卡翁的刻痕」，只能打倒路卡翁本體才能解除刻傷，正式開啟它的EX劇情「驅散夜闇的是勇氣燈火」。
不滅的霸伊斯亞修
七大最強種之一，參照霸伊斯亞修。
守墓的衛札艾蒙／衛札艾蒙・天月（聲：速水獎（日本）；陳啟熾（香港））
七大最強種之一，因意外事故失去妻子剎那，之後持續守護妻子的墳墓。其等級200等，而攻略他時，不管玩家的等級超過50等多少，都會發動強制把自己以外所有戰鬥領域內的玩家角色等級上限降至50等的技能。
擁有三種型態，第一、第二型態時，衛札艾蒙的意識被壓制，行動的是身上的甲胄，被賦予了超強護甲和減傷，使得幾乎所有攻擊都對他無效，另外第二型態會召喚戰術機馬「騏驎」，必須阻止兩者進行合體成為騎兵型態，否則戰鬥可說是必輸無疑。
進入第三型態時，此階段衛札艾蒙的種族屬性會轉換為不死族、而身體開始自毀，並會施展無視防禦的咆哮攻擊，若想無效此攻擊就必須使用慈愛的聖女伊麗絲特拉所加持的祈禱聖水潑到衛札艾蒙的身體，而衛札艾蒙本人的意識覺醒，「騏驎」也會變形成無頭巨人型態，這時更必須阻止兩者會合，否則戰鬥也可說是必輸無疑。至於衛札艾蒙會開始使用「晴天大征」，衛札艾蒙將連續使用範圍技能，並在最後釋放奧義「天晴」，此技為太刀的上段斬，帶有即死、裝備破壞、不可迴避等諸多屬性。進入第三型態後的獲勝條件，即為天晴結束後攻略小隊全員存活。
桑樂對衛札艾蒙對決中無數次被擊敗，最終桑樂以鎖血達成合體武器三日月的被動效果條件後放手一搏以技能「致命三日月」對決衛札艾蒙的「晴天大征」。最後對決中桑樂擊敗衛札艾蒙，衛札艾蒙當面稱讚桑樂一行的戰術與技巧，自己並在妻子的墳墓前就此消逝。
深淵的克塔尼德
七大最強種之一，出沒在海底城市。主要能力為「反轉」，擁有八支觸手，每一支觸手都有一種反轉能力。桑樂一行先打敗四名「封將」以減少其所擁有的反轉能力後挑戰。擁有五種型態，依序為「妄想態」、「幻想態」、「空想態」、「虛擬態」、「想像態」。是繼守墓的衛札艾蒙後第二個被擊敗的獨特怪物。
無盡的戈杜寧
七大最強種之一。外表是一個小女孩，身後跟著四條巨蛇。致命兔的宿敵，經常入侵致命兔的城市-拉比茲。本身具有干擾概念的能力，有可能將詛咒變成祝福。接觸到她的毒液讓其玩家受到詛咒，無法穿戴裝備與降低魔法抗性。
天霸的齊古姆
七大最強種之一。外表是金色鱗片與兩對翅膀與頭上五角的金龍，能聽懂玩家的語言與溝通。專為100人以上的大型團體戰設計的獨特怪物，「世界劇情」發展到一定程度才能在「氣宇蒼大的天聖地」挑戰他。
冥響的奧凱斯特拉
七大最強種之一。外表是一個歌姬，玩家只能單獨討伐。戰鬥共有五個樂章，第一至四樂章為玩家之前討伐過的怪物(包含七大最強種)重現戰鬥，依據前述戰鬥結果決定玩家是否可以進入第五樂章挑戰 冥響的奧凱斯特拉，她會使用「正典」或「偽典」其中一種與玩家戰鬥到底。

### 現實世界

#### 陽務家
陽務瑠美（聲：結川麻希（日本）；楊頴詩（香港））
樂郎的妹妹，時尚達人，也是天音永遠的粉絲。
陽務永華（聲：佐藤聰美（日本）；陳琴雲（香港））
樂郎的母親，昆蟲達人。
陽務仙次（聲：利根健太朗（日本）；鄧志堅（香港））
樂郎的父親，釣魚達人。

#### 烏托邦娛樂軟體相關者
繼久理創世（聲：小清水亞美（日本）；楊樂瑤（香港））
《香格里拉·開拓異境》開發商兼營運的烏托邦娛樂軟體創始者兼遊戲編劇，但設計理念只注重遊戲劇情與設定也不注重玩家們的遊玩體驗，經常和天地起爭吵。
天地律（聲：名塚佳織（日本）；成樂怡（香港））
《香格里拉·開拓異境》開發商兼營運的烏托邦娛樂軟體執行製作人，設計理念注重玩家們的遊玩體驗和創世不合而經常爭吵，有針對守墓的衛札艾蒙性能過於異常幾乎沒人打贏的狀況進行弱化調整。
岩卷境／木兔夜枝境（聲：野島健兒（日本）；郭湛深（香港））
《香格里拉·開拓異境》開發商兼營運的烏托邦娛樂軟體宣傳部部長，天地和創世經常因遊戲設計問題也爭吵不休，感到胃痛並吐槽此事，在公司使用舊姓，已婚，妻子為岩卷真奈。
岩卷真奈（聲：莊司宇芽香（日本））
遊戲店員，丈夫是烏托邦娛樂公司宣傳部部長木兔夜枝境。

#### 全球遊戲大會（GGC）相關者
夏目惠（聲：內山夕實（日本））
格鬥遊戲職業玩家，慧的隊友。在全球遊戲大會(GGC)結束之後開始玩《香格里拉·開拓異境》。對慧有好感。全球遊戲大會（GGC）時暱稱為“Nu2meg”。
席爾維雅・戈德柏格（Silvi，聲：高橋未奈美（日本））
美國頂尖級別的格鬥遊戲職業玩家。「STAR RAIN」隊長，在全球遊戲大會（GGC）開幕的前夜開始玩《香格里拉·開拓異境》。
笹原艾特（聲：小坂井祐莉繪（日本））
全球遊戲大會(GGC)的MC。是天音永遠的同事，當初事務所有將她作為偶像進軍《香格里拉·開拓異境》的打算，結果輸給慈愛的聖女伊麗絲特拉
淺間絢斗（聲：江越彬紀（日本））
網上暱稱為“若野牛”。擔任全球遊戲大會(GGC)的解說員。

## 世界觀設定
- 香格里拉·開拓異境

由烏托邦娛樂軟體製作，通稱「香開」，遊戲人數達3000萬人次的大型虛擬實境冒險遊戲。
- UNITED ROUNDS

桑樂攻略過的糞作遊戲之一。
原本是一款為了拯救一座被魔物入侵的王國、玩家扮演戰士抵抗魔物入侵的作品。但開發商為講求其真實性而產生「能撿拾物品的機率只有40%、指定任務中的藥草需要花12小時才能取得一支」等問題，並因此衍生出「玩家們直接到NPC商店內搶劫、以及搶奪剛搶劫完商店的玩家」等現象，後來由天音永遠扮演的鉛筆戰士統合並成為獨立王國，但被桑樂以及追加鰹魚發動革命推翻。

## 小說創作
作者硬梨菜在海外時看了在小說投搞網站成為小說家吧連載的魔法科高中的劣等生，覺得很有趣，興起想寫小說的念頭。執筆初期當時該網站流行轉生類作品，於是他看了不少古典奇幻和淺度奇幻作品。硬梨菜看了一部VR類的作品，對其中可以無限復活的設定留有深刻的印象，就此為基礎開始創作《香格里拉·開拓異境》。硬梨菜指小說深受2010年遊戲異度神劍影響。
硬梨菜在訪談中稱，習慣以智能手機寫作，常在家中邊寫作同時看電影或動畫。創作故事時，會先思考故事高潮，再去想連接去高潮要出現甚麼怪物、桑樂跟其他角色要有甚麼交流等部份。硬梨菜很喜歡隨時擴充香格里拉·開拓異境的設定。他會在Twitter上發表一些故事不會用得到的設定。
一篇硬梨菜跟在地下城尋求邂逅是否搞錯了什麼（下稱「地錯」）作者大森藤野的訪談中，硬梨菜表示自己很喜歡「地錯」，而且這部作品對香格里拉·開拓異境有很大的影響。他在該訪談中稱，香格里拉·開拓異境中沒有地下城的部份，是因為覺得自己不會寫得比「地錯」好。他又提到「地錯」中有一隻對主角貝爾影響深遠的「怪物ー彌諾陶洛斯」，這種創新意念對他衝擊很大。香格里拉·開拓異境也存在地位類似的怪物。

## 漫畫連載
2020年7月7日，週刊少年Magazine宣佈成為小說家吧網絡小說香格里拉·開拓異境～糞作獵手挑戰神作～的改編漫畫將於下週7月15日發售的第33號開始於該雜誌連載，負責漫畫家為繪畫進擊的巨人 LOST GIRLS、末日十字軍、Fairy Gone的不二涼介。消息公佈當日在講談社的YouTube頻道上發表了由佐倉綾音旁白的宣傳片。
由於成為小說家吧的小說跳過推出實體小說，直接推出漫畫是十分罕見的，所以據小說作者硬梨菜在訪談中所講，他在收到漫畫化邀約時感到很疑惑：「週刊少年Magazine有小說部門嗎？」此外，漫畫原定於講談社旗下的漫畫網站「Magazine Pocket」（マガジンポケット）上連載，但有一天負責編輯通知他改為於《週刊少年Magazine》上連載，也讓他感到十分驚訝。
本作負責編輯包括井上和永石。其中永石年資較淺，至2021年9月僅入職第3年，井上是他的上司。漫畫連載的準備工作由井上先展開，永石在之後加入。永石為了漫畫編輯工作，看了原著共750話的小說。硬梨菜在單行本第1卷的後記中以「I氏」和「N氏」稱呼兩人。井上先向原著作者硬梨菜取得漫畫化許可，然後在考慮漫畫家的人選時，由於很喜歡不二涼介以前作品的畫，於是就邀請他，不二也答應了。由於不二以電繪來繪畫本作，於是就沒有去交收原稿這個步驟。井上也未曾到過不二的家裏，跟他開會一般都是附近的家庭餐廳進行。由於本作未有推出實體版輕小說，因此漫畫所有角色都由不二自己設計。原著作者和責編都十分滿意不二的角色設計，井上在網絡節目第6集提到他們未曾駁回過不二的設計。

### 宣傳
單行本第3卷在2021年3月17日發售，在3月15日公開跟同月發售的關於我轉生變成史萊姆這檔事漫畫第17卷（同由講談社出版）的合作插圖，並舉辦海報抽獎。在發售當日，宣佈展開名為「七個挑戰」的宣傳計劃，內容包括舉辦具獎金的「糞作遊戲」創作大賽、將在YouTube頻道上播出廣播節目、開設前導官方網站等。7月7日漫畫連載消息公佈一週年當日，公佈「七個挑戰」的進一步詳情，包括糞作遊戲創作大賽的詳情、官方網站正式開放，以及第4項：公開內田雄馬和和氣杏未參與配音的新宣傳片，和第5項：和氣杏未將成為本作的宣傳大使，並成為YouTube頻道上網絡節目的主持人。在12月14日播出的網絡節目第18集中宣佈第6項為推出LINE貼圖，於同月25日中午上架。
在2021年12月8日出版的週刊少年Magazine2022年第2、3合併號（僅紙本版）刊登了香格里拉·開拓異境跟電影駭客任務：復活的合作欄目，刊載不二涼介和該電影的主演演員基努·李維的對談，以及由不二繪畫的合作插圖。

#### 網絡節目
網絡節目「香格里拉·開拓異境 ShanFro頻道」（シャングリラ・フロンティア　シャンフロチャンネル）由2021年8月17日起開始於講談社的YouTube頻道上播出，逢星期二晚上9時更新，和氣杏未主持，低預算製作。在香格里拉·開拓異境～糞作獵手挑戰神作～以外，和氣曾為多部講談社少年漫畫改編動畫的女主角配音，包括東京卍復仇者的橘日向、我立於百萬生命之上的箱崎紅末和女朋友 and 女朋友的水瀨渚。節目至2022年7月26日完結，共50集。
| 集數  | 播映日期                | 內容                                                                                                   | 備註                               |
| ----- | ----------------------- | --- | ---------------------------------- |
| 1     | 2021年8月17日           | 訪問和氣杏未                                                                                           | [ 23 ]                             |
| 2-4   | 2021年8月24日－9月7日   | 參觀《週刊少年Magazine》編輯部                                                                         | [ 12 ] [ 24 ] [ 13 ]               |
| 5     | 2021年9月14日           | 介紹《香格里拉·開拓異境》魅力所在                                                                      | [ 14 ]                             |
| 6     | 2021年9月21日           | 討論節目新單元                                                                                         | [ 15 ]                             |
| 7-11  | 2021年9月28日－10月26日 | 遊玩「神作遊戲」《瑪利歐兄弟》《瑪利歐醫生》《大金剛》《超級瑪利歐兄弟》《超魔界村》《超級瑪利歐賽車》 | [ 25 ] [ 26 ] [ 27 ] [ 28 ] [ 29 ] |
| 12-16 | 2021年11月2日－11月30日 | 挑戰責任編輯的工作                                                                                     | [ 30 ] [ 31 ] [ 32 ] [ 33 ] [ 34 ] |
| 17-20 | 2021年12月7日－12月28日 | 訪問原著小說作者硬梨菜                                                                                 | [ 35 ] [ 20 ] [ 36 ] [ 10 ]        |
| 21-   |                         | |                                    |

## 出版書籍
| 卷數 | 講談社         | 講談社                                                  | 東立出版社     | 東立出版社             | 磨铁有狐 | 磨铁有狐               |
| 卷數 | 發售日期       | ISBN                                                    | 發售日期       | ISBN                   | 發售日期 | ISBN                   |
| ---- | -------------- | ------------------------------------------------------- | -------------- | ---------------------- | -------- | ---------------------- |
| 1    | 2020年10月16日 | ISBN 978-4-06-521232-5 ISBN 978-4-06-521529-6（特裝版） | 2021年8月9日   | ISBN 978-957-26-6979-2 | 2024年   | ISBN 978-7-5125-1636-6 |
| 2    | 2020年12月17日 | ISBN 978-4-06-521801-3 ISBN 978-4-06-521802-0（特裝版） | 2022年4月8日   | ISBN 978-957-26-6980-8 | 2024年   | ISBN 978-7-5125-1636-6 |
| 3    | 2021年3月17日  | ISBN 978-4-06-522220-1 ISBN 978-4-06-522219-5（特裝版） | 2022年5月6日   | ISBN 978-957-26-8126-8 | 2024年   | ISBN 978-7-5125-1636-6 |
| 4    | 2021年6月17日  | ISBN 978-4-06-523584-3 ISBN 978-4-06-523585-0（特裝版） | 2023年4月17日  | ISBN 978-957-26-8673-7 | 2024年   | ISBN 978-7-5125-1636-6 |
| 5    | 2021年8月17日  | ISBN 978-4-06-524483-8 ISBN 978-4-06-524502-6（特裝版） | 2023年10月12日 | ISBN 978-957-26-8674-4 | 2024年   | ISBN 978-7-5125-1636-6 |
| 6    | 2021年11月17日 | ISBN 978-4-06-526001-2 ISBN 978-4-06-526002-9（特裝版） | 2024年3月25日  | ISBN 978-626-020-526-3 |          |                        |
| 7    | 2022年1月17日  | ISBN 978-4-06-526603-8 ISBN 978-4-06-526604-5（特裝版） | 2024年7月8日   | ISBN 978-626-02-0527-0 |          |                        |
| 8    | 2022年4月15日  | ISBN 978-4-06-527530-6 ISBN 978-4-06-527528-3（特裝版） | 2024年11月11日 | ISBN 978-626-02-0528-7 |          |                        |
| 9    | 2022年7月15日  | ISBN 978-4-06-528432-2 ISBN 978-4-06-528433-9（特裝版） | 2025年2月27日  | ISBN 978-626-02-0529-4 |          |                        |
| 10   | 2022年9月16日  | ISBN 978-4-06-529136-8 ISBN 978-4-06-529137-5（特裝版） |                |                        |          |                        |
| 11   | 2022年12月16日 | ISBN 978-4-06-529989-0 ISBN 978-4-06-529990-6（特裝版） |                |                        |          |                        |
| 12   | 2023年3月16日  | ISBN 978-4-06-531037-3 ISBN 978-4-06-531036-6（特裝版） |                |                        |          |                        |
| 13   | 2023年5月17日  | ISBN 978-4-06-531586-6 ISBN 978-4-06-531585-9（特裝版） |                |                        |          |                        |
| 14   | 2023年7月14日  | ISBN 978-4-06-532219-2 ISBN 978-4-06-532220-8（特裝版） |                |                        |          |                        |
| 15   | 2023年10月17日 | ISBN 978-4-06-533152-1 ISBN 978-4-06-533146-0（特裝版） |                |                        |          |                        |
| 16   | 2023年12月15日 | ISBN 978-4-06-533887-2 ISBN 978-4-06-533892-6（特裝版） |                |                        |          |                        |
| 17   | 2024年4月17日  | ISBN 978-4-06-535179-6 ISBN 978-4-06-535175-8（特裝版） |                |                        |          |                        |
| 18   | 2024年7月17日  | ISBN 978-4-06-536037-8 ISBN 978-4-06-536036-1（特裝版） |                |                        |          |                        |
| 19   | 2024年9月17日  | ISBN 978-4-06-536776-6 ISBN 978-4-06-536777-3（特裝版） |                |                        |          |                        |
| 20   | 2024年11月15日 | ISBN 978-4-06-537743-7 ISBN 978-4-06-537744-4（特裝版） |                |                        |          |                        |
| 21   | 2025年2月17日  | ISBN 978-4-06-538421-3 ISBN 978-4-06-538426-8（特裝版） |                |                        |          |                        |
| 22   | 2025年4月16日  | ISBN 978-4-06-539092-4 ISBN 978-4-06-539093-1（特裝版） |                |                        |          |                        |
| 23   | 2025年8月12日  | ISBN 978-4-06-540009-8 ISBN 978-4-06-540008-1（特裝版） |                |                        |          |                        |

## 迴響
小說曾在成為小說家吧「VR遊戲類別」的日榜、週榜、月榜、季榜和年榜上獲得第1位。截至2020年10月，累積閱覽次數逾2.2億次。截至2021年8月，累積閱覽次數逾4億次。
在日本動畫新聞網站「Anime! Anime!」每半年做一次的「你想哪部輕小說、小說動畫化呢？」問卷調查中，小說由2018年下半年起獲得排名，2018年下半年第18位，2019年上半年第7位，
2019年下半年第6位，2020年上半年第2位，2020年下半年第1位，2021年上半年第15位，2021年下半年第15位。2021年在講談社主辦由全國書店店員投票遴選前十部「有趣且值得推薦的漫畫作品」的獎項「講談社真心推薦！漫畫展2021（日语：講談社ガチ！マンガフェア2021）」榜上有名。
本作漫畫單行本第1卷於2020年10月16日發售，在發售一週後決定再版。講談社於11月4日宣佈漫畫已累積發行超過10萬本。截至2021年8月，累積發行超過100萬本。截至2021年11月，累積發行超過130萬本。
本作漫畫獲得全國書店店員推薦漫畫2021的第11位、下一部漫畫大獎2021紙本漫畫類別的第5位。
在2021年9月16日播出的《毒舌糾察隊》主題為「喜歡漫畫的搞笑藝人II」，麒麟的川島明在該集節目推薦了含本作在內的5部漫畫。

## 電視動畫

### 主題曲
| 標題          | 主唱                         | 作詞              | 作曲                                  | 編曲                 | 播放話數 |
| 片頭曲        | 片頭曲                       | 片頭曲            | 片頭曲                                | 片頭曲               | 片頭曲   |
| ------------- | ---------------------------- | ----------------- | ------------------------------------- | -------------------- | -------- |
| BROKEN GAMES  | FZMZ                         | MAQUMA、JACK      | MAQUMA、JACK                          | HONNWAKA88           | 1－13    |
| Danger Danger | FZMZ feat. icy               | MAQUMA、JACK、icy | MAQUMA、JACK、icy                     | HONNWAKA88           | 14－25   |
| QUEEN         | LiSA                         | MAQUMA（FZMZ）    | HONNWAKA88(FZMZ) LiSA                 | HONNWAKA88（FZMZ）   | 26－37   |
| Frontiers     | Awich                        | Awich             | Chaki Zulu                            | 無                   | 38－50   |
| 片尾曲        |                              |                   |                                       |                      |          |
| [ 8 ]         | CHiCO                        | DECO*27           | DECO*27                               | tepe                 | 1－13    |
|               | ReoNa                        | ReoNa             | 毛蟹                                  | pan、宮野幸子        | 14－25   |
|               | 音羽-otoha-                  | 音羽-otoha-       | 音羽-otoha-                           | 川口圭太 音羽-otoha- | 26－37   |
| realitYhurts  | CVLTE                        | aviel kaei        | aviel kaei                            | aviel kaei           | 38－50   |
| 插入曲        |                              |                   |                                       |                      |          |
|               | 霸伊斯亞修（大塚明夫）       | 不適用            | 不適用                                | 不適用               | 11       |
|               | 遙遠昔日的剎那（瀨戶麻沙美） |                   | 帆足圭吾（MONACA） 高田龍一（MONACA） | 高田龍一（MONACA）   | 19       |

### 各話列表

#### 動畫本篇
| 話數   | 標題             | 分鏡                       | 演出              | 作畫監督 | 動作 作畫監督              | 怪物 作畫監督     | 道具 作畫監督 | 總作畫監督          | 首播日期       |       |       |       |       |       |       |       |       |       |       |       |       |       |       |       |
| 第1季  | 第1季            | 第1季                      | 第1季             | 第1季 | 第1季                      | 第1季             | 第1季         | 第1季               | 第1季          | 第1季 | 第1季 | 第1季 | 第1季 | 第1季 | 第1季 | 第1季 | 第1季 | 第1季 | 第1季 | 第1季 | 第1季 | 第1季 | 第1季 | 第1季 |
| ------ | ---------------- | -------------------------- | ----------------- | --- | -------------------------- | ----------------- | ------------- | ------------------- | -------------- | ----- | ----- | ----- | ----- | ----- | ----- | ----- | ----- | ----- | ----- | ----- | ----- | ----- | ----- | ----- |
| 第1話  |                  | 窪岡俊之                   | 大木比呂          | 松尾信之 | 酒井智史                   | 長森佳容          | 橫山友紀      | 倉島亞由美          | 2023年 10月1日 |       |       |       |       |       |       |       |       |       |       |       |       |       |       |       |
| 第2話  | 特異之人         | 池下博紀                   | 森田裕之          | 青木駿介 園田尚也 宇佐美翔平 | 酒井智史 日浦玲奈 星野玲香 | 長森佳容          | 橫山友紀      | 倉島亞由美          | 10月8日        |       |       |       |       |       |       |       |       |       |       |       |       |       |       |       |
| 第3話  | 黑狼夜襲         | 福田道生                   | 大木比呂          | 園田尚也 宇佐美翔平 | 酒井智史                   | 園田尚也          | 橫山友紀      | 倉島亞由美          | 10月15日       |       |       |       |       |       |       |       |       |       |       |       |       |       |       |       |
| 第4話  |                  | 齋藤德明 窪岡俊之 池下博紀 | 駒井克行          | 瀧澤陸 | 酒井智史                   | 長森佳容          | 橫山友紀      | 倉島亞由美          | 10月22日       |       |       |       |       |       |       |       |       |       |       |       |       |       |       |       |
| 第5話  |                  | 安齋剛文                   | 長岡義孝          | 周昊 中島大智 | 酒井智史 日浦玲奈 星野玲香 | 長森佳容          | 橫山友紀      | 倉島亞由美          | 10月29日       |       |       |       |       |       |       |       |       |       |       |       |       |       |       |       |
| 第6話  |                  | 稻垣隆行                   | 永野孝明          | 小田武士 | 日浦玲奈 星野玲香          | -                 | 橫山友紀      | -                   | 11月5日        |       |       |       |       |       |       |       |       |       |       |       |       |       |       |       |
| 第7話  |                  | 平池芳正                   | 森田裕之          | 工藤糸織 周昊 | 酒井智史 松尾信之          | 長森佳容          | 橫山友紀      | 倉島亞由美          | 11月12日       |       |       |       |       |       |       |       |       |       |       |       |       |       |       |       |
| 第8話  |                  | 石平信司                   | 太田彬彥          | 吉田隆也 藤川良子 久保奈都美 周昊 青木真理子 TripleA                                                                                            | 酒井智史                   | 長森佳容          | 橫山友紀      | 倉島亞由美          | 11月19日       |       |       |       |       |       |       |       |       |       |       |       |       |       |       |       |
| 第9話  |                  | 稻垣隆行                   | 佐藤光敏          | 細川修平 青木真理子 周昊 TripleA | 日浦玲奈 星野玲香          | 長森佳容          | 橫山友紀      | 倉島亞由美          | 11月26日       |       |       |       |       |       |       |       |       |       |       |       |       |       |       |       |
| 第10話 |                  | 齋藤德明 窪岡俊之 池下博紀 | 長岡義孝          | 宇佐美翔平 佐田雄 小川麗奈 青木真理子 吉田巧介 空白 陳韋辛 TripleA                                                                              | 日浦玲奈 星野玲香          | 長森佳容          | 橫山友紀      | 倉島亞由美          | 12月3日        |       |       |       |       |       |       |       |       |       |       |       |       |       |       |       |
| 第11話 | 真正的光輝       | 安齋剛文                   | 竹谷徹平          | 北原安鶴紗 瀧澤陸 | -                          | -                 | 橫山友紀      | 倉島亞由美          | 12月10日       |       |       |       |       |       |       |       |       |       |       |       |       |       |       |       |
| 第12話 |                  | 平池芳正                   | 櫛谷健太          | 竹中大貴 青木真理子 周昊 工藤糸織 吉田巧介 | 日浦玲奈 星野玲香          | 長森佳容          | 橫山友紀      | 倉島亞由美          | 12月17日       |       |       |       |       |       |       |       |       |       |       |       |       |       |       |       |
| 第13話 |                  | 安齋剛文                   | 大木比呂          | 藤川良子 久保奈都美 吉田巧介 宇佐美翔平 周昊 空白 青木真理子 工藤糸織 陳韋辛 小田武士                                                           | -                          | 長森佳容          | 橫山友紀      | 倉島亞由美          | 12月24日       |       |       |       |       |       |       |       |       |       |       |       |       |       |       |       |
| 第14話 |                  | 齋藤德明                   | 居村雄馬          | NHU MAI GIA HUY THANH DIEN 周昊 | -                          | 長森佳容          | 橫山友紀      | 倉島亞由美          | 2024年 1月7日  |       |       |       |       |       |       |       |       |       |       |       |       |       |       |       |
| 第15話 |                  | 稻垣隆行                   | 吉本雅一          | 小島繪里 TripleA | 酒井智史                   | 大河廣行          | 橫山友紀      | 小島繪里 倉島亞由美 | 1月21日        |       |       |       |       |       |       |       |       |       |       |       |       |       |       |       |
| 第16話 |                  | 福田道生                   | 池下博紀          | 河野繪美 小田武士 | 酒井智史                   | 大河廣行          | 橫山友紀      | -                   | 1月28日        |       |       |       |       |       |       |       |       |       |       |       |       |       |       |       |
| 第17話 |                  | 稻垣隆行 大河廣行          | 土門健一          | 青木駿介 園田尚也 空白 | 酒井智史 日浦玲奈 星野玲香 | 大河廣行          | 橫山友紀      | -                   | 2月4日         |       |       |       |       |       |       |       |       |       |       |       |       |       |       |       |
| 第18話 |                  | 田中宏紀                   | 田中宏紀          | 松尾信之 | -                          | -                 | -             | -                   | 2月11日        |       |       |       |       |       |       |       |       |       |       |       |       |       |       |       |
| 第19話 |                  | 稻垣隆行                   | 佐藤光敏          | 二宮奈那子 牙威格鬥 | 酒井智史                   | 大河廣行          | 橫山友紀      | 倉島亞由美          | 2月18日        |       |       |       |       |       |       |       |       |       |       |       |       |       |       |       |
| 第20話 |                  | 安齋剛文                   | 鈴木真彥          | 周昊 久保奈都美 小田武士 園田尚也 黃有璿 | -                          | 大河廣行 園田尚也 | 橫山友紀      | 倉島亞由美          | 2月25日        |       |       |       |       |       |       |       |       |       |       |       |       |       |       |       |
| 第21話 |                  | 平池芳正                   | 萩原悠理          | 大暴龍 豬豬 | -                          | -                 | 橫山友紀      | -                   | 3月3日         |       |       |       |       |       |       |       |       |       |       |       |       |       |       |       |
| 第22話 |                  | 安齋剛文                   | 大木比呂          | 工藤糸織 周昊 藤川良子 宇佐美翔平 園田尚也 福田菜菜子 牙威格鬥 二宮奈那子 小田武士 河野繪美 黃有璿 朱至峰 楊國福 章璜 陳帆 杏 郭妮              | -                          | 長森佳容          | 橫山友紀      | 倉島亞由美          | 3月10日        |       |       |       |       |       |       |       |       |       |       |       |       |       |       |       |
| 第23話 |                  | 稻垣隆行                   | 白石道太          | 吉田隆也 二宮奈那子 久保奈都美 小田武士 宇佐美翔平 藤川良子 周昊 森田裕之 牙威格鬥 望月俊平 工藤糸織 山道到威 福田菜菜子 河野繪美               | 酒井智史                   | 長森佳容          | 橫山友紀      | 倉島亞由美          | 3月17日        |       |       |       |       |       |       |       |       |       |       |       |       |       |       |       |
| 第24話 |                  | 安齋剛文                   | 千葉大輔          | TripleA 朱至峰 楊國福 章璜 Hwang You-Seon | -                          | 長森佳容          | 橫山友紀      | 倉島亞由美          | 3月24日        |       |       |       |       |       |       |       |       |       |       |       |       |       |       |       |
| 第25話 |                  | 内田直人                   | 岩田義彦          | 青木真理子 望月俊平 山道到威 森田裕之 園田尚也 牙威格斗 小田武士 工藤糸織 空白 吉田隆也 Amphibi Facu Escobedo 朱至峰 楊國福 章璜 Hwang You-Seon | -                          | -                 | 橫山友紀      | 倉島亞由美          | 3月31日        |       |       |       |       |       |       |       |       |       |       |       |       |       |       |       |
| 第2季  |                  |                            |                   | |                            |                   |               |                     |                |       |       |       |       |       |       |       |       |       |       |       |       |       |       |       |
| 第26話 |                  | 平池芳正                   | 大木比呂          | 細川修平 宇佐美翔平 | 望月俊平                   | 長森佳容          | 横山友紀      | 倉島亞由美          | 10月13日       |       |       |       |       |       |       |       |       |       |       |       |       |       |       |       |
| 第27話 |                  | 安齋剛文                   | 鈴木真彦          | 藤川良子 牙威格斗 工藤糸織 朴商鎬 黄有璿 呂貞旻                                                                                                 | 酒井智史                   | 長森佳容          | 横山友紀      | 倉島亞由美          | 10月20日       |       |       |       |       |       |       |       |       |       |       |       |       |       |       |       |
| 第28話 |                  | 稻垣隆行                   | 山本英            | 小田武士 周昊 森田裕之 山道到威 | -                          | -                 | 横山友紀      | 倉島亞由美          | 10月27日       |       |       |       |       |       |       |       |       |       |       |       |       |       |       |       |
| 第29話 |                  | 安齋剛文                   | 岩田義彦          | 園田尚也 森出剛 無錫月靈動画 | -                          | 長森佳容          | 横山友紀      | 倉島亞由美          | 11月3日        |       |       |       |       |       |       |       |       |       |       |       |       |       |       |       |
| 第30話 |                  | 安齋剛文                   | 清水一伸          | 宇佐美翔平 空白 細川修平 青島馬爾斯動畫 studio AR 朴商鎬                                                                                        | 酒井智史                   | -                 | 横山友紀      | 倉島亞由美          | 11月10日       |       |       |       |       |       |       |       |       |       |       |       |       |       |       |       |
| 第31話 |                  | 平池芳正 真鍋岳史 千葉大輔 | 千葉大輔          | 藤川良子 牙威格鬥 工藤系織 曾穎芝 | 望月俊平                   | -                 | 横山友紀      | 倉島亞由美          | 11月17日       |       |       |       |       |       |       |       |       |       |       |       |       |       |       |       |
| 第32話 |                  | 稻垣隆行                   | 大木比呂          | 瀧澤陸 | 望月俊平 酒井智史          | -                 | -             | 倉島亞由美          | 11月24日       |       |       |       |       |       |       |       |       |       |       |       |       |       |       |       |
| 第33話 |                  | 稻垣隆行                   | 白石道太          | 小田武士 周昊 山道到威 | 望月俊平                   | -                 | 横山友紀      | 倉島亞由美          | 12月1日        |       |       |       |       |       |       |       |       |       |       |       |       |       |       |       |
| 第34話 |                  | 安齋剛文                   | 岩石義彥          | 北島勇樹 二宮奈那子 林春花 山田芹香 朴商鎬 陳蘇伊 青岛马尔斯动漫设计有限公司                                                                    | 酒井智史                   | -                 | 横山友紀      | 倉島亞由美          | 12月8日        |       |       |       |       |       |       |       |       |       |       |       |       |       |       |       |
| 第35話 |                  | 安齋剛文                   | 山本英            | 宇佐美翔平 細川修平 周昊 空白 朴商鎬 | 星野玲香                   | 長森佳容 園田尚也 | 横山友紀      | 倉島亞由美          | 12月15日       |       |       |       |       |       |       |       |       |       |       |       |       |       |       |       |
| 第36話 |                  | 福安道生                   | 鈴木真彥          | 森出剛 佐田雄 藤川良子 牙威格鬥 青島馬爾斯動畫 TripleA                                                                                          | 星野玲香 酒井智史          | 長森佳容 園田尚也 | 横山友紀      | 倉島亞由美          | 12月22日       |       |       |       |       |       |       |       |       |       |       |       |       |       |       |       |
| 第37話 |                  | 池下博紀                   | 池下博紀          | 小田武士 山道到威 工藤糸織 龍澤陸 吉田隆也 姚江浩 周昊 TripleA                                                                                  | 望月俊平 姚江浩            | 園田尚也          | 横山友紀      | 倉島亞由美          | 12月29日       |       |       |       |       |       |       |       |       |       |       |       |       |       |       |       |
| 第38話 |                  | 稻垣隆行                   | 千葉大輔          | 宗雄稔 泷澤陸 宇佐美翔平 園田尚也 佐藤直人 空白 TripleA                                                                                         | 日浦玲奈 酒井智史          | -                 | 横山友紀      | 倉島亞由美          | 2025年 1月5日  |       |       |       |       |       |       |       |       |       |       |       |       |       |       |       |
| 第39話 |                  | 福田道生                   | 大木比呂          | 細川修平 森出剛 藤川良子 牙威格斗 周昊 河野繪美 TripleA 青島火星動漫 無錫月靈動画                                                               | 星野玲香 酒井智史          | 園田尚也 長森佳容 | 横山友紀      | 倉島亞由美          | 1月12日        |       |       |       |       |       |       |       |       |       |       |       |       |       |       |       |
| 第40話 |                  | 安齋剛文                   | 長岡義孝          | 佐野勝 外崎小铁 中島達也 松本惠子 三谷暢之 山道到威 山本恭平 陽本百香                                                                           | -                          | 長森佳容          | 横山友紀      | 和泉百香 倉島亞由美 | 1月19日        |       |       |       |       |       |       |       |       |       |       |       |       |       |       |       |
| 第41話 |                  | 安齋剛文                   | 野坂岳弥          | 吉田隆也 森友繪 Bak Kkbattery 年糕湯 浅住 青島馬爾斯動畫                                                                                        | -                          | -                 | 横山友紀      | 倉島亞由美          | 1月26日        |       |       |       |       |       |       |       |       |       |       |       |       |       |       |       |
| 第42話 | 混著鬼牌的同花順 | 佐藤光敏                   | 佐藤光敏          | 佐田雄 小田武士 周昊 空白 山田芹香 林春花 TripleA                                                                                               | -                          | -                 | 横山友紀      | 倉島亞由美          | 2月2日         |       |       |       |       |       |       |       |       |       |       |       |       |       |       |       |
| 第43話 |                  | 安齋剛文                   | 清水一伸          | 宇佐美翔平 園田尚也 周昊 無錫月靈動畫 TripleA                                                                                                   | 園田尚也                   | 長森佳容          | 横山友紀      | 倉島亞由美          | 2月9日         |       |       |       |       |       |       |       |       |       |       |       |       |       |       |       |
| 第44話 |                  | 田中貴大                   | 岩田義彦          | 細川修平 森出剛 藤川良子 二宮奈那子 工藤糸織 宇佐美翔平 牙威格斗 獅子山龍 周昊 杨沛源 狼嚎 青島馬爾斯動畫 無錫月靈動畫 TripleA                  | 日浦玲奈 酒井智史          | 長森佳容          | 横山友紀      | 倉島亞由美          | 2月16日        |       |       |       |       |       |       |       |       |       |       |       |       |       |       |       |
| 第45話 |                  | 稻垣隆行                   | 山本英            | 瀧澤陸 佐藤直人 空白 陳韋辛 周昊 森友繪 Bak Kkbattery 年糕湯 淺住                                                                               | 星野玲香                   | 長森佳容          | 横山友紀      | 倉島亞由美          | 2月23日        |       |       |       |       |       |       |       |       |       |       |       |       |       |       |       |
| 第46話 |                  | 安齋剛文                   | 居村雄馬 吉村朝陽 | MURURIN Facu Escobedo 曾山 陈家兴 李绍川 劉文慧 渠逸辰 studio PAPER CRANES Serif Cosmos Films Inc. 育松動畫                                     | -                          | -                 | 横山友紀      | 倉島亞由美          | 3月2日         |       |       |       |       |       |       |       |       |       |       |       |       |       |       |       |
| 第47話 |                  | 大木比呂                   | 大木比呂          | 宇佐美翔平 佐田雄 周昊 二宮奈那子 藤川良子 森出剛 山田芹香 林春花 無錫月靈動畫 TripleA                                                          | 日浦玲奈                   | -                 | 横山友紀      | 倉島亞由美          | 3月9日         |       |       |       |       |       |       |       |       |       |       |       |       |       |       |       |
| 第48話 |                  | 長田伸二                   | 山本英 穎芝       | 工藤糸織 吉田隆也 空白 佐野勝 外崎小鐵 二宮奈那子 陽本百香 山本恭平 中台昴文 三谷暢之 七靈石 LOstudio                                           | 酒井智史 星野玲香          | -                 | 横山友紀      | 倉島亞由美 和泉百香 | 3月16日        |       |       |       |       |       |       |       |       |       |       |       |       |       |       |       |
| 第49話 |                  | 平池芳正                   | 白石道太          | 細川修平 佐藤直人 牙威格斗 山道到威 望月俊平 周昊 王梦灵 種子嵐 蒙润天 魚人                                                                     | 望月俊平 酒井智史          | -                 | 横山友紀      | 倉島亞由美          | 3月23日        |       |       |       |       |       |       |       |       |       |       |       |       |       |       |       |
| 第50話 |                  | 安齋剛文                   | 千葉大輔 野坂岳弥 | 瀧澤陸 宇佐美翔平 佐田雄 周昊 二宮奈那子 藤川良子 森出剛 空白 工藤糸織 吉田隆也 河野繪美 林春花 山田芹香                                        | -                          | -                 | 横山友紀      | 倉島亞由美          | 3月30日        |       |       |       |       |       |       |       |       |       |       |       |       |       |       |       |

#### 香開小劇場（シャンフロ劇場）
| 話數   | 話數 | 日文標題 | 中文標題                       | 劇本     | 分鏡     | 演出     | 作畫             | 首播日期       |
| ------ | ---- | -------- | ------------------------------ | -------- | -------- | -------- | ---------------- | -------------- |
| 第1話  | #1   |          |                                | 筆安一幸 | 安齋剛文 | 飛田裕基 | TripleA          | 2023年 10月1日 |
| 第1話  | #2   | -        |                                | 筆安一幸 | 安齋剛文 | 飛田裕基 |                  | 2023年 10月1日 |
| 第2話  | #3   |          | 鳥蛙齊鳴                       | 筆安一幸 | 安齋剛文 | 飛田裕基 | TripleA          | 10月8日        |
| 第2話  | #4   |          | 那個白白大大很魁梧很顯眼的東西 | 筆安一幸 | 安齋剛文 | 飛田裕基 | TripleA          | 10月8日        |
| 第3話  | #5   |          | 賽卡:Episode 0                 | 筆安一幸 | 安齋剛文 | 飛田裕基 | TripleA          | 10月15日       |
| 第4話  | #6   |          |                                | 筆安一幸 | 安齋剛文 | 飛田裕基 | TripleA          | 10月22日       |
| 第5話  | #7   |          | 香開的滿月夜                   | 筆安一幸 | 安齋剛文 | 山本英   | TripleA          | 10月29日       |
| 第5話  | #8   |          | 愛姆露的蛙生輔導室             | 筆安一幸 | 安齋剛文 | 山本英   | TripleA          | 10月29日       |
| 第6話  | #9   |          | 香開的飯很難吃？               | 筆安一幸 | 安齋剛文 | 飛田裕基 | TripleA          | 11月5日        |
| 第7話  | #10  |          | 我絕對不會原諒你這傢伙…        | 筆安一幸 | 安齋剛文 | 山本英   | TripleA          | 11月12日       |
| 第7話  | #11  |          | 陽務樂郎是個什麼樣的人         | 筆安一幸 | 安齋剛文 | 山本英   | TripleA          | 11月12日       |
| 第8話  | #12  |          | 桑樂都看見了                   | 筆安一幸 | 安齋剛文 | 山本英   | TripleA          | 11月19日       |
| 第8話  | #13  |          | 紀錄：○○秒                     | 硬梨菜   | 安齋剛文 | 山本英   | TripleA 吉田巧介 | 11月19日       |
| 第9話  | #14  |          | 天音永遠是個什麼樣的人         | 筆安一幸 | 安齋剛文 | 山本英   | TripleA          | 11月26日       |
| 第10話 | #15  |          | 5秒快問快答 潘希魯貢篇         | 筆安一幸 | 安齋剛文 | 山本英   | 阿菁             | 12月3日        |
| 第11話 | #16  |          | 桑樂的主題曲                   | 筆安一幸 | 安齋剛文 | 山本英   | 拾月動畫         | 12月10日       |
| 第12話 | #17  |          | 兔耳鯨頭鸛竟然真的存在！       | 硬梨菜   | 安齋剛文 | 山本英   | 阿菁             | 12月17日       |
| 第13話 | #18  |          | 各自的聖誕節                   | 筆安一幸 | 安齋剛文 | 山本英   | 阿菁             | 12月24日       |
| 第14話 | #19  |          | 大家的新年                     | 筆安一幸 | 安齋剛文 | 山本英   | 阿菁             | 2024年 1月7日  |
| 第15話 | #20  |          | 藝人天音永遠是高手玩家？       | 筆安一幸 | 安齋剛文 | 山本英   | 阿菁             | 1月21日        |
| 第16話 | #21  |          | 糞作獵手都很早起               | 硬梨菜   | 安齋剛文 | 山本英   | 胡宗迪 TripleA   | 1月28日        |
| 第17話 | #22  |          | 戀愛中的少女都很早起           | 硬梨菜   | 安齋剛文 | 山本英   | TripleA          | 2月4日         |
| 第18話 | #23  |          | 齋賀家的情人節                 | 筆安一幸 | 安齋剛文 | 山本英   | 阿菁             | 2月11日        |
| 第19話 | #24  |          | 香開早安新聞                   | 硬梨菜   | 安齋剛文 | 山本英   | 豬豬             | 2月18日        |
| 第20話 | #25  |          | 秘匿花園掃墓競速               | 筆安一幸 | 安齋剛文 | 山本英   | 阿菁 過燦        | 2月25日        |
| 第21話 | #26  |          | 捏角 追加鰹魚篇                | 筆安一幸 | 安齋剛文 | 山本英   | 阿菁             | 3月3日         |
| 第22話 | #27  |          | 轉生到了糞作裡！？             | 硬梨菜   | 安齋剛文 | 山本英   | TripleA          | 3月10日        |
| 第23話 | #28  |          | 愛姆路的夢話                   | 筆安一幸 | 安齋剛文 | 山本英   | 阿菁             | 3月17日        |
| 第24話 | #29  |          | 攻略路卡翁 激戰紀錄            | 硬梨菜   | 安齋剛文 | 山本英   | 阿菁             | 3月24日        |
| 第25話 | #30  |          | 寶石，礦石，石頭               | 硬梨菜   | 安齋剛文 | 山本英   | 阿菁 猪猪        | 3月31日        |
| 第26話 | #31  |          | 搖滾占卜館                     | 硬梨菜   | 安齋剛文 | 山本英   | 阿菁             | 10月13日       |
| 第27話 | #32  |          | 5秒快問快答 追加鰹魚篇         | 筆安一幸 | 安齋剛文 | 山本英   | 阿菁             | 10月20日       |
| 第30話 | #33  |          | 愛姆路的一天                   | 筆安一幸 | 安齋剛文 | 飛田裕基 | TripleA          | 11月10日       |
| 第31話 | #34  |          | 逛櫥窗                         | 筆安一幸 | 安齋剛文 | 飛田裕基 | TripleA          | 11月17日       |
| 第31話 | #35  |          | 超級模特兒天音永遠             | 筆安一幸 | 安齋剛文 | 山本英   | 豬豬             | 11月17日       |
| 第34話 | #36  |          | 聖女妹妹的聖水                 | 筆安一幸 | 安齊剛文 | 山本英   | 阿菁             | 12月8日        |

### 藍光&DVD
| 卷數  | 發行日期      | 收錄話數      | 規格編號     | 規格編號     |
| 卷數  | 發行日期      | 收錄話數      | 藍光版       | DVD版        |
| 第1季 | 第1季         | 第1季         | 第1季        | 第1季        |
| ----- | ------------- | ------------- | ------------ | ------------ |
| 1     | 2024年3月27日 | 第1話~第13話  | ANZX-17121/3 | ANZB-17121/3 |
| 2     | 2024年6月26日 | 第14話~第25話 | ANZX-17124/6 | ANZB-17124/6 |
| 第2季 |               |               |              |              |
| 3     | 2025年3月26日 | 第26話~第37話 | ANZX-17127/9 | ANZB-17127/9 |
| 4     | 2025年6月25日 | 第38話~第50話 | ANZX-17130/2 | ANZB-17130/2 |

### 播映平台
| 播映國家、地區 | 播映平台 | 播映日期                     | 播映時間                 | 備註              |
| -------------- | --- | ---------------------------- | ------------------------ | ----------------- |
| 臺灣           | 巴哈姆特動畫瘋、Muse木棉花-TW、KKTV、LINE TV、LiTV 線上影視、Ofiii 歐飛、friDay影音、MyVideo、Hami Video、中華電信MOD、中嘉bb寬頻.bbTV、CATCHPLAY+、亂搭、愛奇藝國際版 | 2023年10月1日－2024年3月31日 | 星期日 17:00（UTC+8）    | [ 註 2 ] [ 註 3 ] |
| 香港           | Viu OTT、Viu 頻道自選服務（now E） | 2023年10月1日－2024年3月31日 | 星期日 17:00（UTC+8）    |                   |
| 香港           | Viu 頻道自選服務（now TV） | 2023年10月8日－2024年3月31日 | 星期日 17:00（UTC+8）    |                   |
| 香港           | Viu OTT | 2025年8月20日                | 星期三 12時00分 全套上架 | 粵語配音版        |
| 中國大陸       | bilibili（陸譯：香格里拉边境） | 2023年10月1日－2024年3月31日 | 星期日 18:00（UTC+8）    |                   |

## 外部連結
小說
- 成為小說家吧官方網站（日語）
- 《香格里拉·開拓異境》Wiki（日語）

漫畫
- 漫畫官方網站（日語）
- 漫畫連載網站（日語）
- 漫畫的X（前Twitter）（日語）

電視動畫
- 電視動畫官方網站（日語）（英文）（简体中文）（繁體中文）